# Alejandro Speitzer
Alejandro Sánchez Speitzer (Culiacán, Sinaloa; 21 de enero de 1995) es un actor mexicano. Es conocido por su trabajo en la telenovela infantil Aventuras en el tiempo, junto a Belinda y Christopher Uckermann.

## Biografía

### Primeros años
Nació el 21 de enero de 1995 en la ciudad de Culiacán. Es hermano del también actor Carlos Speitzer. Desde corta edad se muda a la Ciudad de México en donde empieza su carrera actoral trabajando en telenovelas y series mexicanas.

### Carrera
Speitzer comenzó su carrera como actor infantil cuando tenía cinco años. Su primer trabajo fue en un papel recurrente en la miniserie de televisión mexicana Rayito de luz en el 2000. Esto fue seguido por otro papel regular en la serie de televisión Aventuras en el tiempo en 2001 como Ernesto. En 2002, protagonizó The Family P. Fighting como Nino y como Felipe en la serie Cómplices al rescate el mismo año. Desde 2005 hasta 2012, apareció en Misión SOS, Mujer, casos de la vida real, Bajo las riendas del amor, Atrévete a soñar, Esperanza del corazón,La rosa de Guadalupe y Amy, la niña de la mochila azul.
De 2013 a 2017, ha estado en series y telenovelas como El Dandy, Bajo el mismo cielo, Guerra de ídolos y Milagros de Navidad.
En 2018, Speitzer protagonizó las series de televisión Lady of Steel y Enemigo íntimo. En 2019, también protagonizaría la telenovela La Reina del Sur y el drama criminal El club, donde interpretó el papel protagónico junto a Minnie West y Jorge Caballero. En 2020 protagonizó dos proyectos de Netflix: la serie de televisión Oscuro deseo y la miniserie Alguien tiene que morir.

## Filmografía

### Televisión
- Rayito de luz (2000-2001) - Rayito[7]
- Aventuras en el tiempo (2001) - Ernesto "Neto" Del Huerto
- Mujer, casos de la vida real (2001-2005)
- Cómplices al rescate (2002) - Felipe "Pipe" Olmos
- La familia P. Luche (2003) - Tulio
- Amy, la niña de la mochila azul (2004) - Tolín
- Misión SOS (2004-2005) - Quechane Chale
- Bajo las riendas del amor (2007) - Antonio "Toñito" Linares Jr.
- La rosa de Guadalupe (2008-2012)
- Atrévete a soñar (2009-2010) - Raymundo Rincón Peña[8]
- Esperanza del corazón (2011-2012) - Diego Duprís Landa[9]
- Como dice el dicho (2011-2014)
- Mentir para vivir (2013) - Sebastián Sánchez Bretón
- El Dandy (2015) - Serch

- Bajo el mismo cielo (2015-2016) - Luis Martínez Amado[10]
- El Chema (2016) - Ricardo Almenar Paiva (Joven)
- Señora Acero: La Coyote (2016) - Juan Pablo Franco
- Guerra de ídolos (2017) - Nicolás "Nico" Zavala Paz
- Milagros de Navidad (2017) - Randolfo Méndez "Randy"
- Enemigo íntimo (2018-2020) - Luis "el Berebere" Rendón[11]
- El club (2019) - Pablo Caballero[12]
- La Reina del Sur (2019) - Ray Dávila
- Oscuro deseo (2020-2022) - Darío Guerra[13][14]
- Alguien tiene que morir (2020) - Gabino Falcón[15]
- La cabeza de Joaquín Murrieta (2023) - Joaquín Carrillo[16]
- Cóyotl: Héroe y bestia (2025) - Lupe[17]

### Cine
- Me gusta pero me asusta (2017) - Brayan[18]
- Straight (2023) - Ro[19]
- Disco, Ibiza y Locomia (2024) - Carlos Armas[20]
- Pimpinero: sangre y gasolina (2024) - Juan[21]
- Follow (2025) - Maclo[22]

### Teatro
- Aladino y la lámpara maravillosa (2012) - Aladino[23]
- La Bella Durmiente, El Musical. (2012) - Príncipe Felipe[24]
- Vaselina (2013) - Danny Zuko/Kiko[25]
- Straight (2018) - Andrés[26]

## Premios y nominaciones

### Premios TVyNovelas
| Año  | Categoría              | Trabajo               | Resultado |
| ---- | ---------------------- | --------------------- | --------- |
| 2012 | Mejor actor juvenil    | Esperanza del corazón | Nominado  |
| 2014 | Mejor actor juvenil    | Mentir para vivir     | Ganador   |
| 2016 | Mejor actor de reparto | Bajo el mismo cielo   | Ganador   |